# Carmen de Mairena
Carmen de Mairena (Barcelona, 15 de març de 1933 – Barcelona, 22 de març de 2020) fou una popular cantant i artista transsexual catalana. Des de mitjan de la dècada del 1950 fins a l'arribada de la transició espanyola –moment en què s'identificà personalment com a dona– era coneguda com a Miguel de Mairena, un cantant de cuplet de cert renom a les sales d'espectacles més destacades de Barcelona. A partir de la dècada del 1990 guanyà popularitat en l'àmbit estatal per les seves aparicions televisives de caràcter còmic al costat de presentadors com Javier Cárdenas, que van vincular-la al món autodenominat friqui. També realitzà incursions puntuals al món del cinema, fins i tot el pornogràfic i va presentar-se a les eleccions al Parlament de Catalunya de 2010 amb la candidatura Coordinadora Reusenca Independent (CORI).

## Biografia

### Inicis
Filla d'aragonès i catalana, va néixer amb el nom de Miguel Brau Gou el 1933 al barri de Sarrià de Barcelona. Als dotze anys, treballà com a noi dels encàrrecs en una farmàcia del Passeig de la Bonanova, on entretenia les clientes amb cançons i balls. Als setze anys actuà com a extra cinematogràfic a diverses pel·lícules de la productora d'Iquino, cobrant 700 pessetes per pel·lícula. El 1956 debutà com a artista de varietats a diversos locals de Barcelona, començant a la sala Ambos Mundos. D'allà passa a Café Nuevo, on hi romangué quatre temporades. A partir d'aquell moment començà a actuar en altres locals barcelonins, com el Copacabana (avui Museu de Cera de Barcelona), la Bodega Apolo, Ciros, etc., cosa que li permeté d'obtenir cert renom com a cantant de cuplet.
Va mantenir una relació sentimental amb el cantant valencià Pedrito Rico abans que aquest iniciés la seva gira per Amèrica. A causa d'aquesta relació, ambdós foren perseguits i detinguts en nombroses ocasions per les forces de l'ordre, en aplicació de la ley de vagos y maleantes vigent durant la dictadura de Franco. Carmen va ser represaliada i va perdre la feina en diverses ocasions, i Pedrito va haver d'emigrar a Amèrica, on va gaudir de gran reconeixement.
A la dècada del 1960, a causa dels maltractaments rebuts a presó, patí una malaltia que li va impedir de treballar al món de l'espectacle durant un any. Durant aquest període treballà com a peó amb el seu pare a Gavà. Una vegada refeta, reprengué les seves gales als locals barcelonins de Whishy Twist, Patio Andaluz, Macarena de Flamenco (on hi oferia un espectacle amb gitanos i guitarres), Gambrinus, Barcelona de Noche, etc. En aquesta època actuà al costat d'altres cupletistes de l'època (Antonio Amaya, Miguel de los Reyes, Pedrito Rico, Tomás de Antequera) i conegué a Paquita Rico, Carmen Sevilla, Marujita Díaz i a Mikaela.

### Canvi d'imatge
A la dècada del 1970 començà a adoptar la imatge de dona. Rebé injeccions de silicona líquida (administrades de forma clandestina) a cara, pit i malucs i passà a oferir espectacles com a transformista, amb el nom de Carmen de Mairena, en els quals imitava Sara Montiel o Marujita Díaz. Aquest canvi no va tenir bona acceptació entre el seu públic, cosa que suposà un retrocés en la seva carrera que la portà a exercir la prostitució al barri xinès de Barcelona (El Raval), on va viure bona part de la seva vida.
A començaments de la dècada del 1990 acompanyà un amic a un càsting per al programa Força Barça, i aconseguí ser contractada. En aquell moment conegué Javier Cárdenas, amb qui començà la seva carrera televisiva. Sempre de la seva mà, adquirí fama a nivell estatal en programes com Al ataque d'Alfons Arús (1992-1993) i Crónicas Marcianas de Xavier Sardà (1997-2005), o en pel·lícules com FBI: Frikis buscan incordiar. Arran d'aquestes aparicions va passar a ser reconeguda en el món friqui de la televisió, encara que a ella li desagradava aquesta connotació. També protagonitzà dues pel·lícules pornogràfiques, el 2003 i 2005.

### Darrers anys
Fou detinguda en sengles macrooperacions al Raval el novembre de 2006 i l'octubre de 2008, contra xarxes de proxenetes que obligaven a prostituir-se dones romaneses. Carmen de Mairena va ser l'única dels arrestats que va ser posada en llibertat, en les dues ocasions, en no existir risc de fuga. Fou acusada d'afavoriment de la prostitució per llogar habitacions de la seva casa del carrer de Sant Ramon perquè exercissin allà les prostitutes, cobrant diners en metàl·lic per cada servei.
A partir d'aleshores, aparegué de forma molt puntual a la televisió: l'octubre de 2009 interpretà el paper de Francisco Franco en un espai del programa El Intermedio d'El Gran Wyoming (LaSexta); i la nit de Cap d'any d'aquell mateix any col·laborà en el programa especial de la cadena local catalana 25 TV. Durant el 2010, va col·laborar en diverses ocasions amb Sálvame Deluxe de Telecinco.
El 21 d'octubre de 2010, fitxà per la Coordinadora Reusenca Independent (CORI) i es presentà com a número 2 per la circumscripció de Barcelona a les Eleccions al Parlament de Catalunya de 2010. La CORI obtingué 6.990 vots, i tot i que no va assolir de tenir representació al Parlament de Catalunya, va ser el 14è partit més votat.
A principis de 2016, els problemes de salut que patí la feren dependre d'una cadira de rodes per moure's, cosa que va portar als seus familiars a ingressar-la en un geriàtric. Objectes personals de l'artista, com quadres i fotos que conservava a casa seva, aparegueren llençats al carrer a la vora d'un contenidor.
L'any 2017, Carlota Juncosa escrigué el llibre/còmic Carmen de Mairena. Una biografía, prologat per Javier Pérez Andújar, en què l'autora relatà les seves trobades amb Mairena, en un intent frustrat d'escriure'n la biografia. Juncosa sosté que Carmen de Mairena va ser víctima del món televisiu, que va abusar d'ella.
Va morir el 22 de març de 2020 a Barcelona, als 86 anys, per causes naturals.

## Filmografia
- 1993: Semos peligrosos (uséase Makinavaja 2)
- 2001: Todo lo sólido
- 2003: Soy puta pero mi coño lo disfruta
- 2004: FBI: Frikis Buscan Incordiar
- 2005: XXV Por detrás me gusta más
- 2008: Diniofollando.com
- 2011: Torrente 4: Lethal crisis

## Trajectòria televisiva
- Telecinco: Crónicas marcianas, Aquí hay tomate, Sálvame
- Antena 3: Dónde estas corazón